# Ned Ludd

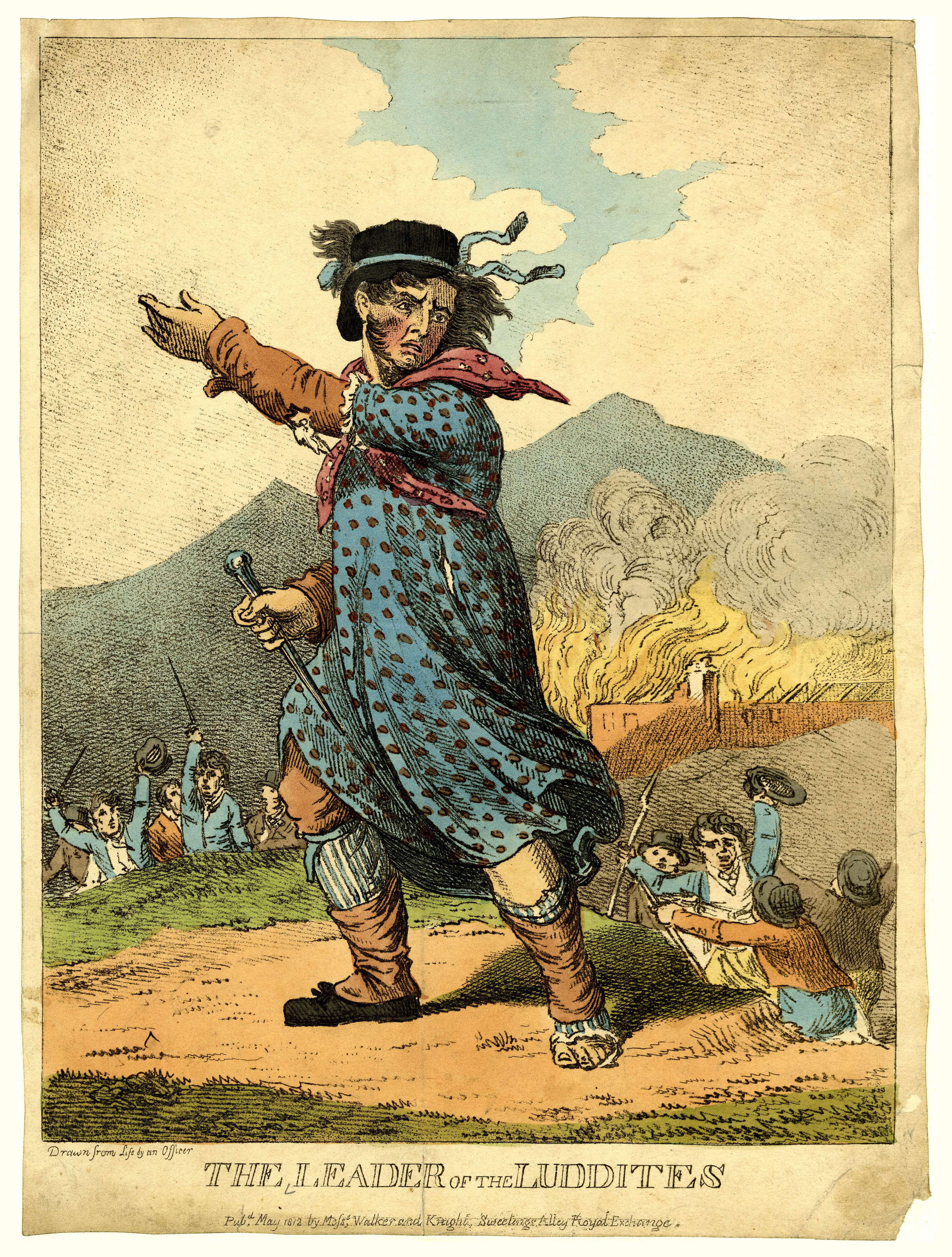
O Líder dos Ludistas, gravura de 1812.

Ned Ludd é a pessoa cujo nome foi utilizado pelo movimento ludista, constituído na Inglaterra da década de 1810. Os ludistas assim se denominavam e assinavam seus manifestos com o nome de "Ned Ludd" (ou ainda "Capitão Ludd", "Rei Ludd" ou "General Ludd"). Entre outras versões biográficas, afirma-se que Ned Ludd foi originalmente um aprendiz em Anstey, Leicestershire, Inglaterra. Avesso ao regime de trabalho nas máquinas de tecelagem, foi condenado a chicotadas sob alegação de não demonstrar empenho. Em resposta, Ned Ludd destruiu com um martelo a máquina em que trabalhava.